# Saint-Thomas-la-Garde
Saint-Thomas-la-Garde és un municipi francès situat al departament del Loira i a la regió d'Alvèrnia-Roine-Alps. L'any 2007 tenia 575 habitants.

## Demografia

### Població
El 2007 la població de fet de Saint-Thomas-la-Garde era de 575 persones. Hi havia 208 famílies de les quals 28 eren unipersonals (8 homes vivint sols i 20 dones vivint soles), 94 parelles sense fills i 86 parelles amb fills.
La població ha evolucionat segons el següent gràfic:
Habitants censats

### Habitatges
El 2007 hi havia 237 habitatges, 215 eren l'habitatge principal de la família, 12 eren segones residències i 10 estaven desocupats. Tots els 237 habitatges eren cases. Dels 215 habitatges principals, 201 estaven ocupats pels seus propietaris, 12 estaven llogats i ocupats pels llogaters i 1 estava cedit a títol gratuït; 4 tenien dues cambres, 17 en tenien tres, 71 en tenien quatre i 123 en tenien cinc o més. 178 habitatges disposaven pel capbaix d'una plaça de pàrquing. A 65 habitatges hi havia un automòbil i a 140 n'hi havia dos o més.

### Piràmide de població
La piràmide de població per edats i sexe el 2009 era:
| Homes | Edats   | Dones |
| ----- | ------- | ----- |
| 0     | 95 o +  | 0     |
| 1     | 90 a 94 | 0     |
| 2     | 85 a 89 | 3     |
| 0     | 80 a 84 | 3     |
| 5     | 75 a 79 | 5     |
| 7     | 70 a 74 | 10    |
| 12    | 65 a 69 | 11    |
| 14    | 60 a 64 | 14    |
| 14    | 55 a 59 | 9     |
| 21    | 50 a 54 | 15    |
| 32    | 45 a 49 | 32    |
| 9     | 40 a 44 | 19    |
| 29    | 35 a 39 | 19    |
| 21    | 30 a 34 | 22    |
| 12    | 25 a 29 | 14    |
| 17    | 20 a 24 | 2     |
| 19    | 15 a 19 | 16    |
| 21    | 10 a 14 | 13    |
| 15    | 5 a 9   | 29    |
| 13    | 0 a 4   | 17    |

## Economia
El 2007 la població en edat de treballar era de 380 persones, 286 eren actives i 94 eren inactives. De les 286 persones actives 270 estaven ocupades (135 homes i 135 dones) i 16 estaven aturades (8 homes i 8 dones). De les 94 persones inactives 41 estaven jubilades, 32 estaven estudiant i 21 estaven classificades com a «altres inactius».

### Ingressos
El 2009 a Saint-Thomas-la-Garde hi havia 229 unitats fiscals que integraven 622,5 persones, la mediana anual d'ingressos fiscals per persona era de 19.495 €.

### Activitats econòmiques
Dels 8 establiments que hi havia el 2007, 1 era d'una empresa de construcció, 3 d'empreses de comerç i reparació d'automòbils, 1 d'una empresa de transport, 2 d'empreses de serveis i 1 d'una empresa classificada com a «altres activitats de serveis».
Dels 3 establiments de servei als particulars que hi havia el 2009, 1 era un paleta, 1 guixaire pintor i 1 perruqueria.
L'any 2000 a Saint-Thomas-la-Garde hi havia 11 explotacions agrícoles que ocupaven un total de 350 hectàrees.

## Equipaments sanitaris i escolars
El 2009 hi havia una escola elemental.

## Poblacions més properes
El següent diagrama mostra les poblacions més properes.